# Bidingen
Bidingen est une commune de Bavière (Allemagne), située dans l'arrondissement d'Ostallgäu, dans le district de Souabe. Elle se trouve dans la vallée de la rivière de l'Hünerbach. La commune est peuplée en 2015 de 1644 habitants.